# Битва за Шабац
Битва за Шабац (сербохорв. Bitka za Šabac / Битка за Шабац) — сражение объединённых сил югославских четников и партизан против немецко-усташских войск, занявших сербский город Шабац. Оно прошло с 22 по 24 сентября 1941 года. Командовал объединёнными войсками капитан 1 класса от артиллерии Драгослав Рачич, имевший в своём распоряжении 2500 четников; помощь ему оказывал партизанский отряд из 250 человек во главе с Небойшей Ерковичем. Им противостоял гарнизон численностью около 1 тысячи человек.
Войска четников, окружив город, попытались прорваться в центр города и захватить мельницу «Единство», которая была фактически главной крепостью в системе городских укреплений. Немцы, держа оборону, не сумели сразу прорвать кольцо окружения, но не позволили нападавшим взять мост, по которому должны были прибыть подкрепления. 24 сентября после прибытия немецких подкреплений из 342-й пехотной дивизии и ряда усташских подразделений осаждённые всё-таки прорвали кольцо окружения и отбросили четников и партизан, заставив тех отступить к горе Цер. В знак мести немцы расстреляли около 2 тысяч жителей Шабаца и Мачвы.
За время боя за Шабац четники потеряли почти половину личного состава убитыми. Победа вермахта стала началом первого антипартизанского наступления.

## Предыстория
В самом начале войны четники добились серьёзных успехов, перекрыв дороги из Шабаца и Валево в Подринье и перешли в наступление. Им удалось развить успехи в Лознице, на Завлаке, в Баня-Ковиляче, Крупани, Богатиче и Мачванской-Митровице. В середине сентября 1941 года ими было освобождено всё Подринье и Мачва. Единственным непокорённым населённым пунктом оставался город Шабац с 18 тысячами жителей. Четники тем временем взяли в окружение Валево, но и немцы не бездействовали: несмотря на срывы атак, вермахт разрабатывал стратегический план большой операции по разбиению сил противника.
Небойша Еркович, командир Мачванского партизанского отряда, заключил соглашение с капитаном Церского корпуса четников Драгославом Рачичем, о совместном нападении на Шабац. По словам Душана Трбоевича, партизаны вынудили четников организовать всю эту атаку. Сначала Рачич возражал против подобных действий, считая их преждевременными. Через неделю после первого разговора Еркович опять попросил Рачича пойти в атаку и, получив отказ, пригрозил повести в атаку только партизан и вдобавок нажаловаться местному населению на нежелание четников воевать. Осознав, что репутация коммунистов может подняться до небывалых высот в случае реализации подобных угроз, Рачич согласился, тем более что местное население и так было настроено бороться против немецких оккупантов. Уже потом Дража Михайлович на совещании в Дивцах говорил, что подобные действия Рачича и Ерковича были ничем иным как самоуправством.
19 сентября Драгослав Рачич на совещании с офицерами в селе Маово договорился о перегруппировке войск для атаки на Шабац. На совещании присутствовал Небойша Еркович, предоставивший Рачичу свой отряд. Было предложено атаковать Шабац 22 сентября в 23:00.

## Силы сторон
В распоряжении четников был Церский отряд численностью 2500 человек под командованием капитана 1 класса Драгослава Рачича. В составе отряда были четыре батальона: 1-й капитана 1 класса Миливое Ковачевича, 2-й капитана 1 класса Милорада Чупича, 3-й капитана 1 класса Станимира Васича, 4-й Милутина Миловича, ударная рота (или взвод смерти) под командованием поднаредника (младшего сержанта) запаса Милана Пушича, пулемётная рота под командованием подпоручика (младшего лейтенанта) Боры Теодоровича. Мачванский партизанский отряд насчитывал 250 человек во главе с Небойшей Ерковичем. В распоряжении четников были 100-мм гаубицы.
Гарнизон города Шабац состоял из 1000 военнослужащих, размещённых в зданиях фабрики «Зорка» и мельницы «Единство», установивших ряд пулемётных гнёзд на главных перекрёстках и подходах к городу. На помощь им готовы были прийти немецкие и хорватские части со стороны Срема: приказ о помощи отдал генерал Франц Бёме 21 сентября 1941. Главной резервной силой была 342-я пехотная дивизия, прибывшая из Франции.

## Ход боёв
22 сентября 1941 в 11 часов вечера четники и партизаны перекрыли все подходы к городу. 1-й батальон Миливое Ковачевича находился на правом крыле от города у реки Савы и разрушил дорогу Рума — Шабац, продвинувшись к городу и заняв положение на линии между электростанцией и Дони-Шорской школой. Солдаты Ковачевича прорвались к центру, но немцы быстро отрезали их от основных сил. Тем временем четники взяли здание фабрики «Зорка», которое было хорошо укреплено, и захватили в плен 10 немецких солдат.
2-й батальон капитана Чупича атаковал город, разделившись на две части: одна атаковала город справа, вместе с 1-м батальоном, вторая — слева, с силами 3-го батальона. 3-й батальон капитана Васича также разделился на две части: одна атаковала Шабац именно с левым флангом 2-го батальона, другая — с силами 4-го батальона. Командир 4-го батальона поручик Милович, оставив часть батальона с 3-м, отправил вторую часть в помощь партизанам Мачванского отряда. Ударная рота наредника Пушича стала закидывать гранатами и коктейлями Молотова укрепления противника. На участке атаки 4-го батальона и Мачванского партизанского отряда была очень плохая координация, что привело к тому, что перекрыть мост через реку Саву не удалось, да и немцы предоставили ему особенно сильную защиту, поскольку по нему в город могли прорваться силы из Срема. После серии неудач четники остановились.
23 сентября четники возобновили атаку с новыми силами, но так и не взяли мельницу, которую немцы яростно обороняли. В тот же день на помощь осаждённым пришла авиация, которая стала бомбить позиции четников, обстреливавших город из гаубиц, и артиллерия из Срема, которая стала подавлять орудия четников. Командир Рачич, не унимаясь, приказал провести демонстративную атаку, чтобы добиться вывода уцелевших частей из города. В ночь с 23 на 24 сентября партизаны, не добившись никаких успехов, увели свои войска в сторону реки Ядар и далее к Ужице. А утром 24 сентября левое крыло четников оказалось под угрозой уничтожения. Рачич приказал вывести все войска к Церу, после чего четники стремительно бежали, уйдя в оборону. Подкрепления в лице 342-й пехотной дивизии вермахта и отрядов усташей окончательно отбросили осаждавших.
Согласно данным штаба 2-го батальона 750-й пехотной дивизии, 23 сентября 1941 Шабац действительно подвергся нападению сил численностью около 1 тысячи человек, которые попытались захватить фабрику и электростанцию, однако после 10-часовых боёв нападавшие отступили. В том бою немцы даже пустили в ход один танк. Окончательно справиться с осадой помогла именно 342-я пехотная дивизия.

## Военные преступления
Немецкий батальон получил приказ от генерала Франца Бёме: арестовать в Шабаце всех мужчин в возрасте от 14 до 70 лет; расстрелять всех жителей, участвовавших в уличных боях и помогавших осаждавшим (в том числе женщин); также найти и расстрелять всех жителей, в чьих домах хранилось огнестрельное оружие или боеприпасы, и кто попытался сбежать. Всех арестованных отправили в концлагерь на территории Независимого государства Хорватии к северу от Савы; строительство концлагеря к северу от Шабаца начал инженерный батальон 342-й пехотной дивизии.
После трёхдневной осады немцами были арестованы 4459 мужчин. От 1 до 2 тысяч жителей Шабаца и Мачвы были расстреляны немцами как пособники нападавших четников и партизан.